# Prionotropis rhodanica
Prionotropis rhodanica är en insektsart som beskrevs av Boris Petrovich Uvarov 1923. Prionotropis rhodanica ingår i släktet Prionotropis och familjen Pamphagidae. Inga underarter finns listade i Catalogue of Life.
Med genomsnittlig 42 mm långa honor och 37 mm långa hanar är arten större än Prionotropis azami som förekommer i samma region. Ryggplåten (pronotum) av mellankroppens första segment (prothorax) är 13 till 15 mm lång. Arten har en mer avplattad kropp jämförd med Prionotropis azami.
Arten förekommer med några små och glest fördelade populationer i stäppen Crau i departementet Bouches-du-Rhône i södra Frankrike. Uppskattningsvis är utbredningsområdet inte större än 40 km². Regionen är täckt av gräs och andra låga växter på stenig grund.
Äggens utveckling varar i två år och nymferna kläcks vanligen i april. Efter den ofullständiga metamorfosen är individerna vid slutet av maj könsmogna.
Populationen hotas av stäppens omvandling till betesmarker, trädgårdar, olivträdsodlingar och industriområden. En svärm av Prionotropis rhodanica lever i ett militärt område. Nya byggnader som var planerade i området skapas inte. I utbredningsområdet finns även en naturskyddszon men även där minskar beståndet. Möjliga orsaker är en ökande population av insektsätande fåglar som kohäger eller flera år med torka. IUCN listar arten som akut hotad (CR).